# Kebanchabancha
Kebanchabancha è una circoscrizione rurale (rural ward) della Tanzania situata nel distretto di Serengeti, regione del Mara. Conta una popolazione di 15 047 abitanti (censimento 2012).